# Премия «Генезис»
Премия «Генезис» (ивр. פרס בראשית‎) — ежегодная израильская премия в размере 1 миллиона долларов, присуждаемая евреям, добившимся значительных профессиональных успехов, в знак признания их достижений, вклада в развитие человечества и особенно приверженности еврейским ценностям.

## История
Премия была учреждена в 2012 году на пожертвования в размере 100 миллионов долларов от пяти российских благотворителей: Михаила Фридмана, Петра Авена, Германа Хана, Стана Половца и Александра Кнастера. Премия была учреждена под управлением Фонда премии «Генезис» в сотрудничестве с канцелярией премьер-министра Израиля и Еврейским агентством Израиля. Её называют в СМИ «еврейской Нобелевской премией», что заставляет некоторых комментаторов сомневаться в необходимости «еврейской» Нобелевской премии.
В 2018 году лауреат премии Натали Портман отказалась присутствовать на церемонии награждения, поскольку премьер-министр Израиля Биньямин Нетаньяху должен был выступить на церемонии. В 2019 году награда Роберта Крафта также была поставлена под сомнение из-за его проблем с законом.
В 2021 году раввин лорд Джонатан Сакс был посмертно награждён премией «Генезис за жизненные достижения», вручённой его жене президентом Израиля Ицхаком Герцогом.
На данный момент все лауреаты решили передать призовой фонд в размере 1 миллиона долларов на благотворительные цели по своему выбору.

## Выбор лауреатов
Члены комитета, который выбирает лауреатов премии «Генезис», выбираются на основе их известности и поддержки еврейских дел. Среди нынешних и бывших членов комитета Эли Визель, Меир Шамгар, Лоуренс Саммерс, Юлий Эдельштейн, Джонатан Сакс, Ицхак Герцог и Натан Щаранский.
В 2020 году Фонд открыл процесс отбора для онлайн-голосования и предложил общественности выдвинуть кандидатуру лауреата премии «Генезис» 2021 года и проголосовать за него. В голосовании приняли участие около двухсот тысяч евреев на шести континентах. Окончательный выбор Лауреата остаётся за двумя комитетами.

## Споры
Премия с самого начала подверглась критике из-за её «правой избирательной комиссии, состоящей преимущественно из мужчин».
Согласно Хаарец, Рут Бадер Гинзбург изначально была единственным лауреатом премии 2018 года. Но, по словам источника в комитете, когда в канцелярии премьер-министра узнали, что Нетаньяху будет публично вручать награда человеку, публично куритикующему Трампа, она была передана Натали Портман. В качестве утешения Гинзбург вручили отдельную премию «Генезис за жизненные достижения». Другой источник в комитете отрицал, что это стало причиной изменения лауреата премии.
7 ноября 2017 года Фонд премии «Генезис» объявил, что актриса Натали Портман стала лауреатом премии «Генезис» в 2018 году и что она пожертвует премию «Генезис» в размере 1 миллиона долларов благотворительным программам, направленным на обеспечение равенства женщин, образование, экономическое развитие, здоровье и политику. участие. Месяц спустя израильский филантроп Моррис Кан пообещал ещё 1 миллион долларов в честь Портман, в результате чего общая сумма премии составила 2 миллиона долларов. Церемония награждения была отменена в апреле 2018 года после того, как представители Портман заявили прессе, что «недавние события в Израиле крайне огорчили её, и она не чувствует себя комфортно, участвуя в каких-либо публичных мероприятиях в Израиле». Позже Портман заявила, что не бойкотировала Израиль, но не хотела «выглядеть как поддерживающая» премьер-министра Биньямина Нетаньяху, который должен был произнести речь на церемонии.
В январе 2020 года, отчасти из-за ситуации сложившейся ранее с Натали Портман, Фонд премии «Генезис» и канцелярия премьер-министра Израиля договорились о расторжении своего соглашения, согласно которому именно премьер-министр должен был вручить награду лауреату премии «Генезис» на официальной церемонии в Иерусалиме.
В 2019 году лауреат премии Роберт Крафт был назван одним из более чем 200 человек, участвовавших в спецоперации по вымогательству во Флориде. Председатель Фонда премии «Генезис» Стэн Половец заявил, что премия Крафту не будет аннулирована, отметив, что в демократических странах «каждый имеет право на презумпцию невиновности». Позже все обвинения против Крафта были сняты.

## Комментарии
1. ↑  «Генезис за жизненные достижения»[33]
2. ↑  «Генезис за жизненные достижения»